# Zona Rambla (Santa Cruz de Tenerife)
Zona Rambla es un barrio de la ciudad de Santa Cruz de Tenerife (Canarias, España), que se encuadra administrativamente dentro del distrito de Centro-Ifara.
El barrio es una de las zonas comerciales más importantes de la ciudad.

## Características
Está limitado al norte por la Rambla de Santa Cruz, al sur por el calle de Jesús y María, al oeste por la Rambla de Pulido y en el este por el barrio Los Hoteles.

## Demografía
| Año        | 2005  | 2006  | 2007  | 2008  | 2009  | 2010  |
| ---------- | ----- | ----- | ----- | ----- | ----- | ----- |
| Habitantes | 2.231 | 3.214 | 3.158 | 3.103 | 3.058 | 3.086 |

## Transporte público
En el barrio se encuentra la parada de la línea 1 del Tranvía de Tenerife denominada La Paz.
| Línea | Origen      | Destino    |
| ----- | ----------- | ---------- |
|       | La Trinidad | Santa Cruz |

En guagua queda conectado mediante las siguientes líneas de Titsa: 
| Línea | Trayecto                                                                           | Recorrido |
| ----- | ---------------------------------------------------------------------------------- | --------- |
| 902   | Intercambiador - Plaza Los Patos - Barrio Nuevo                                    | Recorrido |
| 903   | Bº La Alegría - Muelle Norte - Ramblas - Chamberí - Cementerio - Moraditas de Taco | Recorrido |
| 904   | Plaza Weyler - Puente Zurita - Bº La Salud - Vuelta Los Pájaros                    | Recorrido |
| 911   | Muelle Norte - Ramblas - Cruz del Señor - Barrio de La Salud - Cuesta Piedra       | Recorrido |
| 921   | Intercambiador - Avenida Reyes Católicos - Intercambiador                          | Recorrido |

## Lugares de interés
- Rambla de Santa Cruz
- Rambla de Pulido